# Dany Carrel
Dany Carrel, född 20 september 1932 i Tourane, Franska Indokina (nu Da Nang, Vietnam), är en fransk skådespelare. Carrel filmdebuterade 1953 och hade under 1950-talet flera huvudroller i franska filmer. Senare i karriären gjorde hon mer TV-roller. Sedan 1990-talet har hon dragit sig tillbaka från offentligheten.

## Filmografi, urval
- 1955 – Kärleksmanöver
- 1956 – Människor utan betydelse
- 1957 – Drömmarnas gränd
- 1957 – Oss älskare emellan
- 1959 – Alla raggares natt
- 1964 – Den stora lilla kuppen
- 1968 – Le Pacha
- 1968 – Tittaren